# Herre kär, hos dig är tillflykt
Herre kär, hos dig är tillflykt är en sång med text från 1883 av Herbert Booth och musik komponerad före 1883 av Robert Edwards.

## Publicerad i
- Musik till Frälsningsarméns sångbok 1907 som nr 142.
- Frälsningsarméns sångbok 1929 som nr 519 under rubriken "Helgelse - Helgelsens verk".
- Frälsningsarméns sångbok 1968 som nr 385 under rubriken "Erfarenhet och vittnesbörd".
- Frälsningsarméns sångbok 1990 som nr 550 under rubriken "Erfarenhet och vittnesbörd".